# Западный панджаби

Карта распространения западного и восточного панджаби. Включена зона распространения западнопанджабских языков.

Западный панджаби (з.-пандж. پنجابی, англ. Western Panjabi) — термин для обозначения варианта панджаби, на котором говорят в Пакистане. Свыше 62 миллионов носителей. Письменность на основе арабского алфавита (шахмукхи).
Западный панджаби — индоарийский язык. В классификации SIL включается в состав макроязыка лахнда, хотя некоторые современные исследователи (C. Shackle) отказались от использования этой классификации.

## Диалекты
В основу литературного языка (как западного, так и восточного панджаби) положен диалект маджи — диалект исторической области Маджа, диалект Амритсара и Лахора. Между носителями маджхи по обе стороны индо-пакистанской границы наблюдается высокая степень взаимопонимания.

## Статус
Западный панджаби не имеет официального статуса в Пакистане несмотря на то, что это крупнейший по числу носителей язык в стране (44,15% населения).